# École romande d'arts et communication
 (novembre 2024).
La mise en forme du texte ne suit pas les recommandations de Wikipédia : il faut le « wikifier ».
Les points d'amélioration suivants sont les cas les plus fréquents. Le détail des points à revoir est peut-être précisé sur la page de discussion.
- Les titres sont pré-formatés par le logiciel. Ils ne sont ni en capitales, ni en gras.
- Le texte ne doit pas être écrit en capitales (les noms de famille non plus), ni en gras, ni en italique, ni en « petit »…
- Le gras n'est utilisé que pour surligner le titre de l'article dans l'introduction, une seule fois.
- L'italique est rarement utilisé : mots en langue étrangère, titres d'œuvres, noms de bateaux, etc.
- Les citations ne sont pas en italique mais en corps de texte normal. Elles sont entourées par des guillemets français : « et ».
- Les listes à puces sont à éviter, des paragraphes rédigés étant largement préférés. Les tableaux sont à réserver à la présentation de données structurées (résultats, etc.).
- Les appels de note de bas de page (petits chiffres en exposant, introduits par l'outil «  Source ») sont à placer entre la fin de phrase et le point final[comme ça].
- Les liens internes (vers d'autres articles de Wikipédia) sont à choisir avec parcimonie. Créez des liens vers des articles approfondissant le sujet. Les termes génériques sans rapport avec le sujet sont à éviter, ainsi que les répétitions de liens vers un même terme.
- Les liens externes sont à placer uniquement dans une section « Liens externes », à la fin de l'article. Ces liens sont à choisir avec parcimonie suivant les règles définies. Si un lien sert de source à l'article, son insertion dans le texte est à faire par les notes de bas de page.
- La présentation des références doit suivre les conventions bibliographiques. Il est recommandé d'utiliser les modèles {{Ouvrage}}, {{Chapitre}}, {{Article}}, {{Lien web}} et/ou {{Bibliographie}}. Le mode d'édition visuel peut mettre en forme automatiquement les références.
- Insérer une infobox (cadre d'informations à droite) n'est pas obligatoire pour parachever la mise en page.

Pour une aide détaillée, merci de consulter Aide:Wikification.
Si vous pensez que ces points ont été résolus, vous pouvez retirer ce bandeau et améliorer la mise en forme d'un autre article.
L'École romande d'arts et communication (ERACOM) est un centre de formation professionnelle d'arts appliqués, d'industrie graphique et de communication visuelle situé à Lausanne.

## Historique

### L'École romande de typographie 1942-1971
C'est en 1942 que l’Eracom ouvre ses portes sous le nom d’École romande de typographie (ERT), sous l’initiative d’Albert Javet et Henri Matthey et du soutien des associations professionnelles comme la Société suisse de typographie ou la Société suisse des maîtres imprimeurs. Matthey est imprimeur et Javet est typographe. Initialement l’école se situait à la rue des Terreaux pour les cours pratiques, les cours théoriques étaient dispensés dans d'autres lieux. En 1948, les locaux de l'école se trouvent à l'avenue Mon-Repos. Les métiers enseignés à l’époque étaient : compositeur typographe, imprimeur typo, stéréotypeur, héliograveur, sérigraphe, photolitographe et peintre en lettres (qui deviendra par la suite peintre en publicité puis réalisateur publicitaire).
En 1955, l’ERT déménage au dans le “nouveau et magnifique bâtiment des Écoles complémentaires professionnelles, construit en aval du pont Chauderon”. L'ERT s’installe au rez-de-chaussée inférieur, le reste du bâtiment étant occupé par l’EPSIC. 
Aux alentours de 1965-1967, la formation des apprentis se fait sur deux ans. Les cours sont donnés uniquement le samedi, les apprentis travaillant durant la semaine dans des imprimeries, dans les cantons de Vaud, Fribourg et Valais.
En 1967, Bernard Sauser est nommé directeur, succédant à Maurice Hermanuz,. Sauser était un compositeur typographe spécialisé en corrections, et avait présidé l'Association romande des correcteurs d'imprimerie. Il occupera le poste de directeur pendant 15 ans.

### L'École romande des arts graphiques (ERAG) 1972-1999
Après l'adoption d'un crédit de construction par le Conseil communal de Lausanne en 1967, démarre la construction d'un nouveau bâtiment, dans la vallée du Flon, qui accueillera l'ERT et l'EPSIC. Mise en chantier en 1968, la construction dure quatre ans et s'achève en 1972. L'inauguration officielle se déroule le 24 mai 1973. L'ERAG est logée sur les quatre niveaux supérieurs du bâtiment.
Dès 1972, l’École romande de typographie prend pour nom École romande d’arts graphiques (ERAG). Ce changement coïncide avec l’arrivée de la lithographie (qui comprend l'impression offset) à l’ERAG, qui anciennement se trouvait à Vevey. Dès lors, l’école compte sur le soutien des associations professionnelles comme l’Union suisse des lithographes. C’est à cette époque également que le graphisme fait son entrée dans l’école, Claude Graber en sera le premier professeur. L’ERAG sera la première école de Suisse à se munir d’une imprimante offset 4 couleurs. 
Entre 1975 et 1980, les effectifs de l’école diminuent grandement en raison de la récession économique, malgré l’arrivée des apprentis compositeurs et imprimeurs de Genève. En 1972 l'école compte 576 élèves, en 1983 ce nombre est réduit à 476. Ils remonteront à 700 au début des années 1990. 
C'est durant la décennie 1970-1980 que la technologie de la photocomposition fait son entrée dans l'enseignement de l'ERAG.

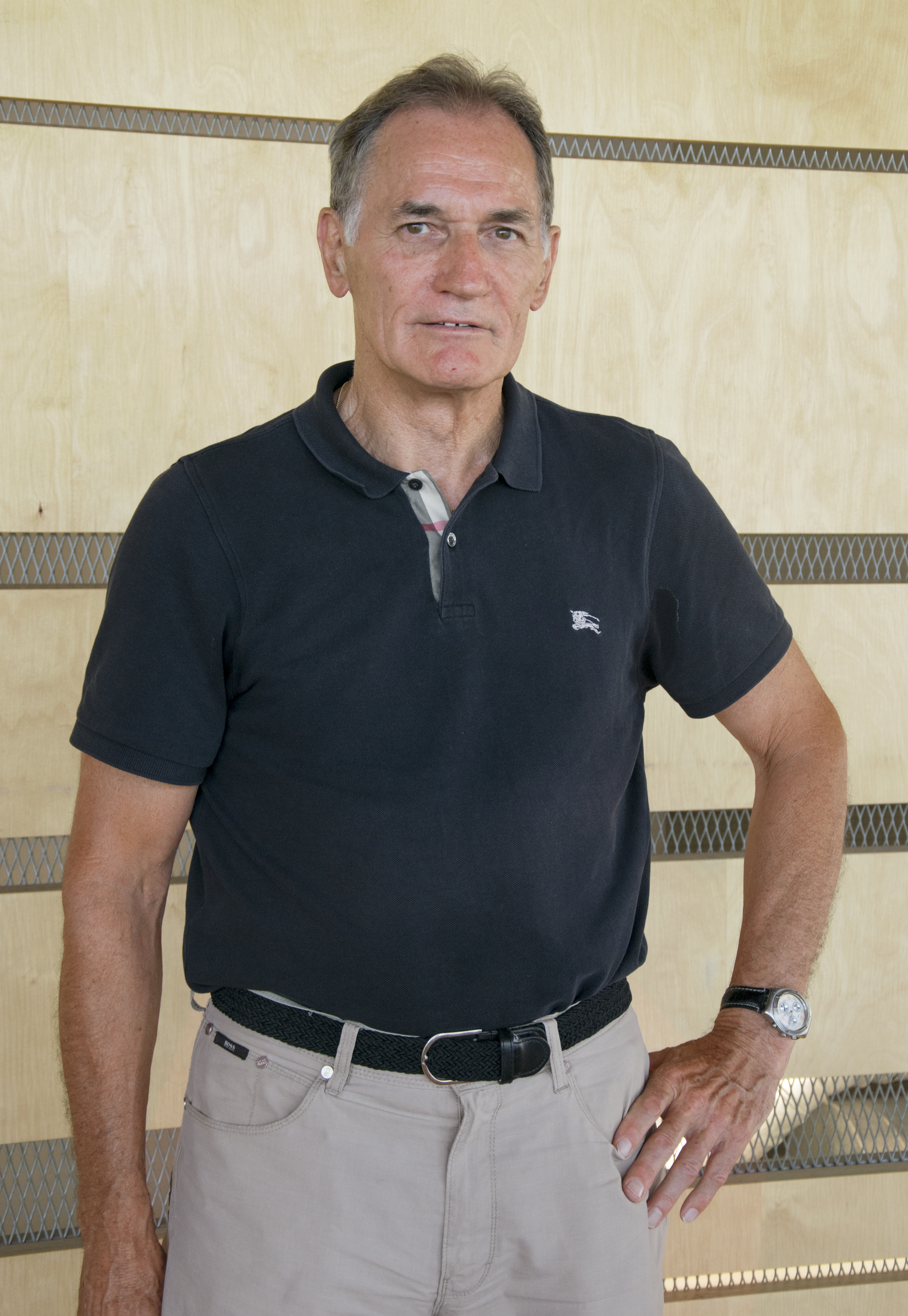
Michel Stauffer, directeur de l'Eracom de 1982 à 2012.

En 1982, le directeur Bernard Sauser partant à la retraite, c'est Michel Stauffer, ingénieur ETS en industrie graphique âgé de 34 ans, qui est nommé à sa succession par le Conseil d'Etat vaudois. Il occupera cette fonction pendant 30 ans, jusqu'en 2012.

### L'ERAG dans les années 1990
L'école devient cantonale en 1992, selon la Loi sur la formation professionnelle. Une année plus tard, elle sera la première école à remettre des certificats de maturité professionnelle technique.
Au vu de l'importance grandissante de l'informatique, un département « multimédia » est ouvert dès 1997, proposant une formation d’opérateur multimédia. Par la suite, d’autres professions comme les polygraphes ou les photographes souhaitent se former au multimédia et au web. C’est quelques années plus tard que la formation de concepteur multimédia verra le jour et sera la première formation du web.
En 1998 les professions du bâtiment qui occupent les étages inférieurs de l’EPSIC déménagent à Morges. La moitié du bâtiment étant vide, l’EPSIC désire rassembler tous les élèves sous le même toit. Il est donc décidé que l’ERAG retournera dans le bâtiment qu’elle occupait à ses débuts. Même si initialement le déménagement devait se faire directement, notamment en raison de la quantité de matériel à déplacer, l’ERAG sera finalement obligée de s’installer provisoirement à l’avenue de Provence, dans le bâtiment d’Helsana. L’école en profite pour faire l’inventaire du matériel qui pourrait être changé au vu du déménagement.

### L'École romande d'arts et communication 2000-
Après quatre ans à l’avenue de Provence, c’est à la fin de l’année 2001 que l’ERAG revient enfin dans son bâtiment d’origine. L’École romande d’arts et communication (Eracom) voit le jour dès 2000. Avec l’ajout de la formation de concepteurs en multimédia (devenus par la suite interactive media designer) l’école veut montrer qu’elle enseigne avant tout la communication. C’est également à ce moment-là que la formation professionnelle accélérée (FPA) voit le jour. D’abord en deux ans, elle passera par la suite à trois ans et prendra le nom de formation professionnelle condensée (FPC). En 2013, l’École de couture de Lausanne (ECL) rejoint l’Eracom dans un désir d’unification des pôles des arts appliqués.
En 2012, le photographe Pierre Fantys, anciennement professeur à l'ECAL, prend la direction de l’école, succédant à Michel Stauffer. À la suite de son départ en automne 2015, la direction ad interim de l’école est confiée à Serge Overney (directeur de l’EPSIC) et Antoine Oberholzer (doyen à l’École professionnelle commerciale d’Aigle). En 2016, le Conseil d’État désigne Adrien Jenni comme nouveau directeur. Il est le premier directeur de l’Eracom qui n’est pas issu d’une formation graphique. En 2017, l'Eracom a été mandatée par la comité de direction des Jeux olympiques de la jeunesse pour réaliser les identités et communication visuelles des JOJ de 2020,.

## Bâtiment
Le bâtiment de l’Eracom actuel a été construit en 1955 par les architectes Brugger, Perrelet, Stalé et Quillet à la rue de Genève 55, à Lausanne,.
Cet édifice moderniste d’inspiration Bauhaus, construit en monolithe symétrique à six niveaux (sept avec les ateliers), avec deux pignons (escaliers) encadrant le corps principal, a des similitudes avec les constructions de Jean Tschumi (Siège Vaudoise Assurances, Lausanne 1954-56), Walter Gropius (Bauhaus, Dessau, 1926) et Le Corbusier (Villa Savoye, Poissy, 1928-31 et Cité radieuse, Marseille, 1945-52).
Situé entre la gare et la zone industrielle afin que les apprentis puissent accéder facilement à l’école professionnelle, il fonctionnait comme bâtiment « pont » au niveau inférieur entre la rue Vigie et la rue de Genève avec une passerelle publique passante au premier étage.
Façades, vitrages et toiture du bâtiment ont été rénovés en 1985 par la Ville de Lausanne, puis réaménagés en 1991 pour la construction du Tramway du sud-ouest lausannois (TSOL), l'actuelle ligne M1 du métro, avec la suppression de la passerelle sud, bouleversant l’accès et la circulation interne de l’école.

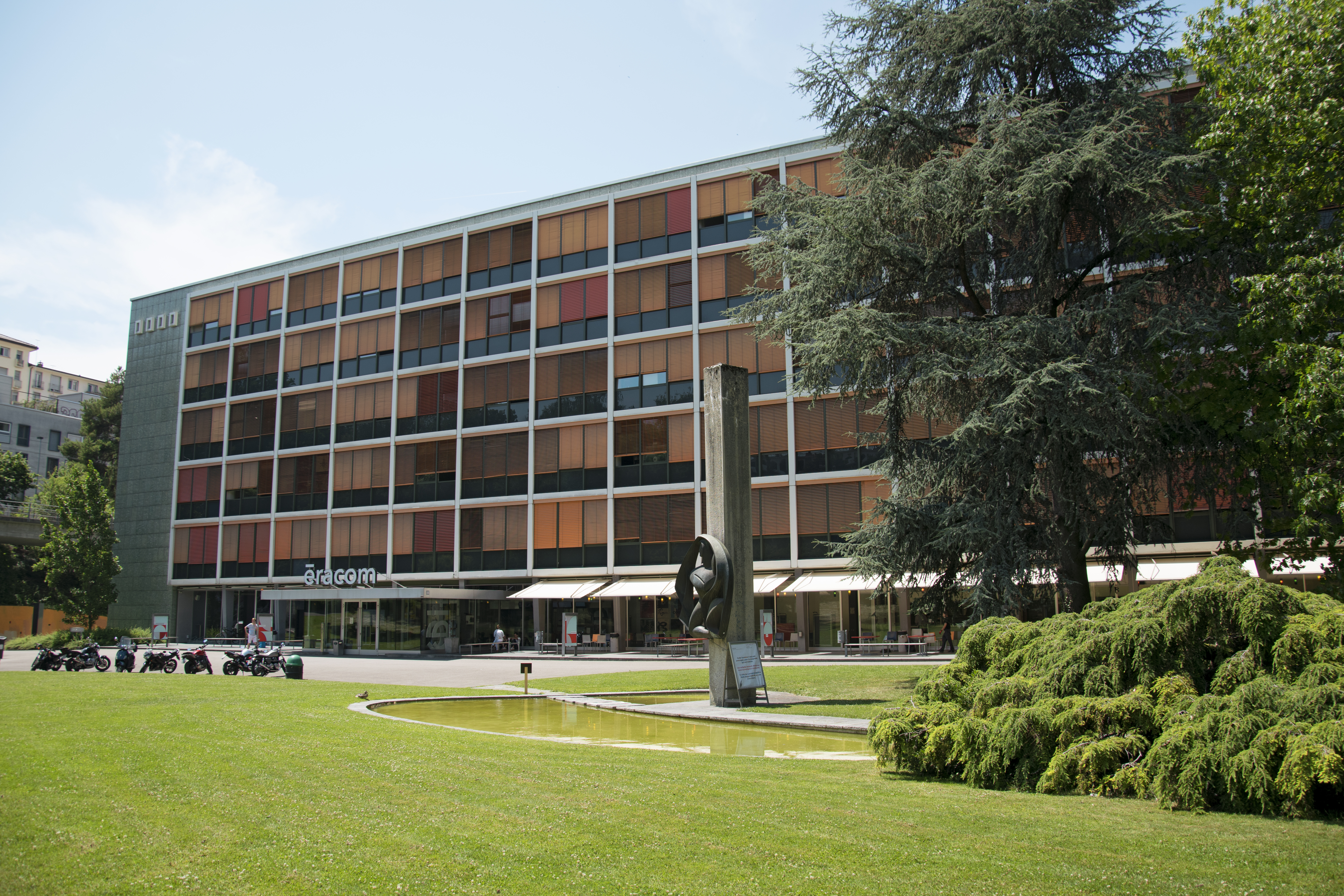
Bâtiment Eracom.
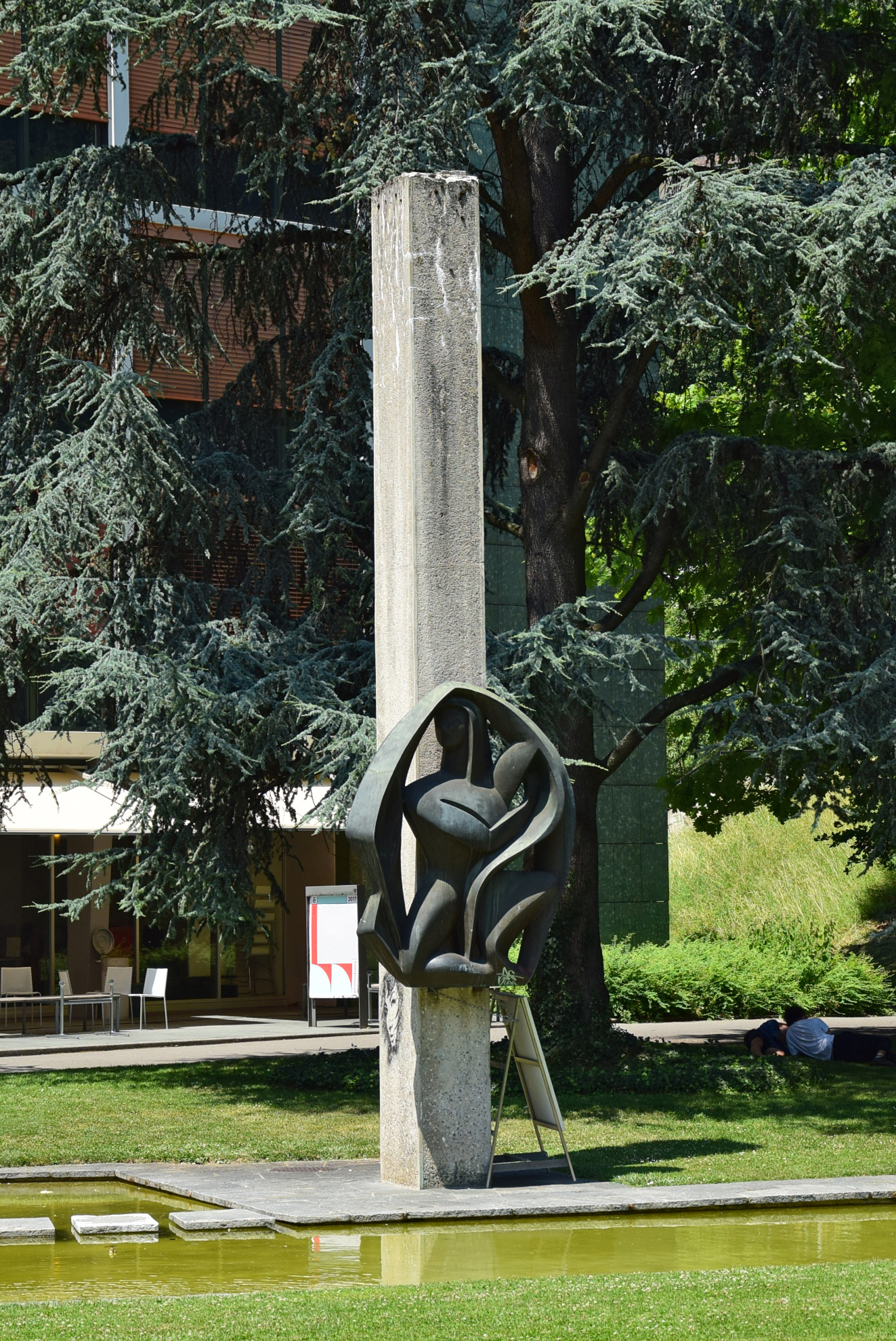
Sculpture "L'apprenti" par Pierre Blanc.
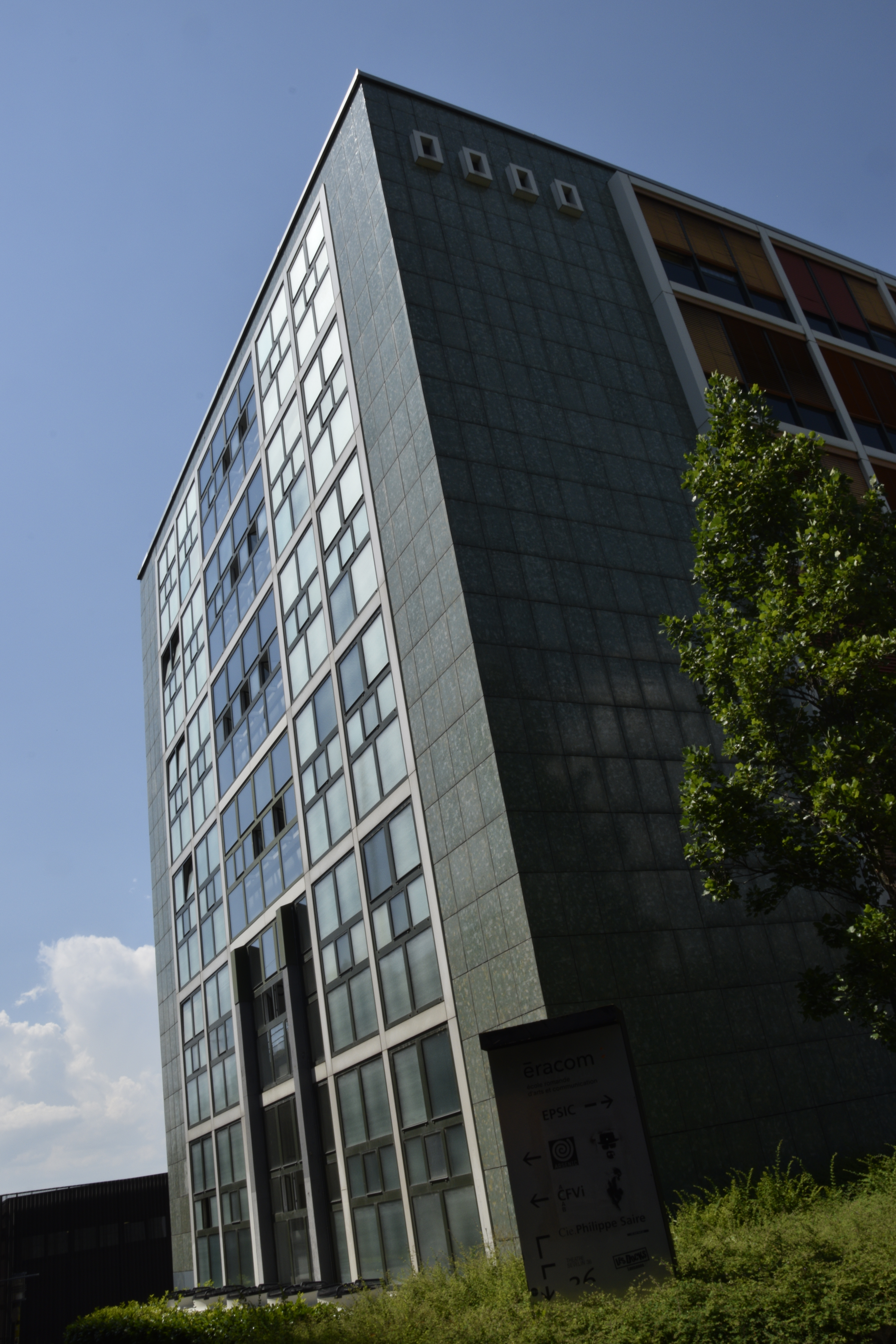
Façade Eracom.
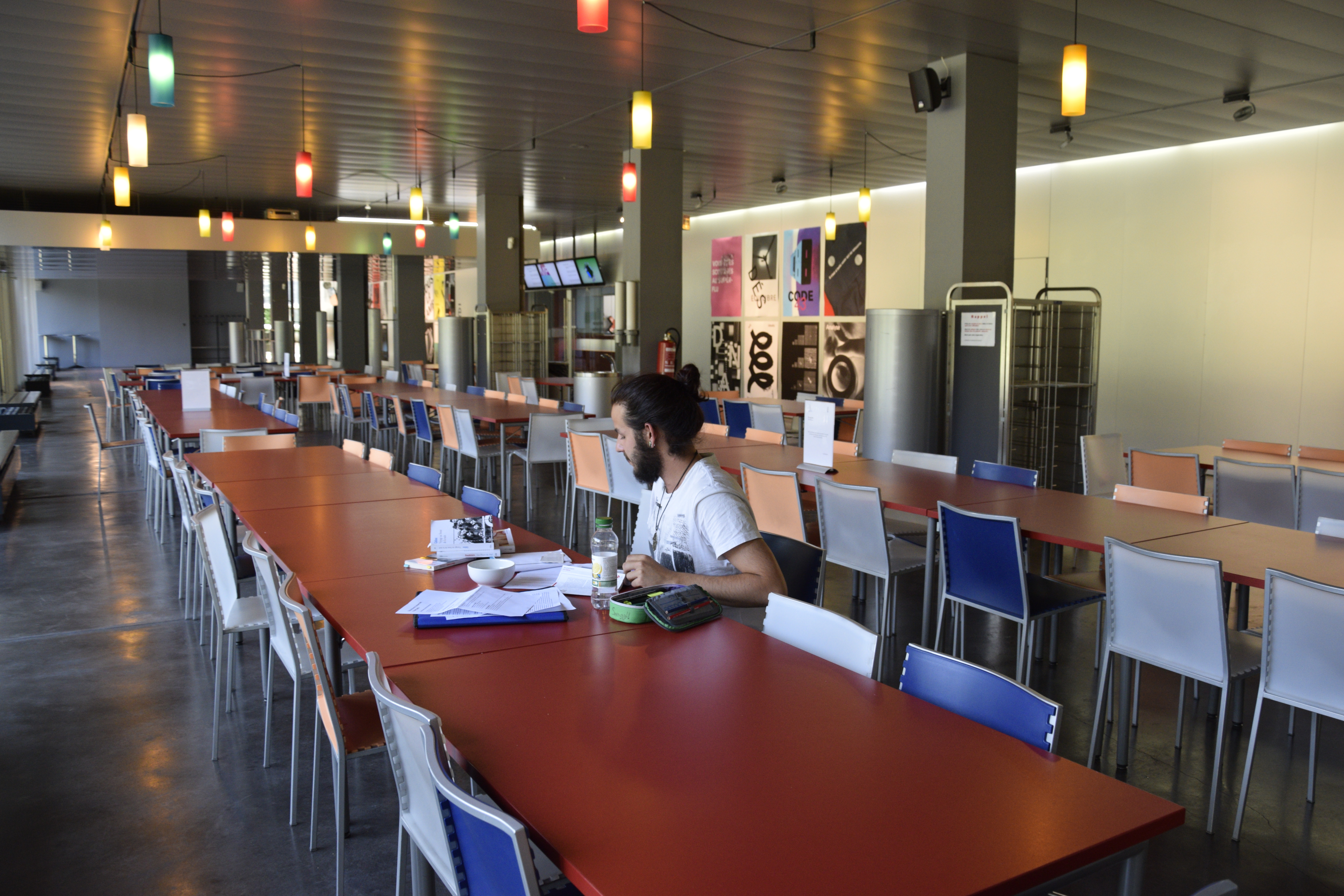
Cafétéria Eracom.
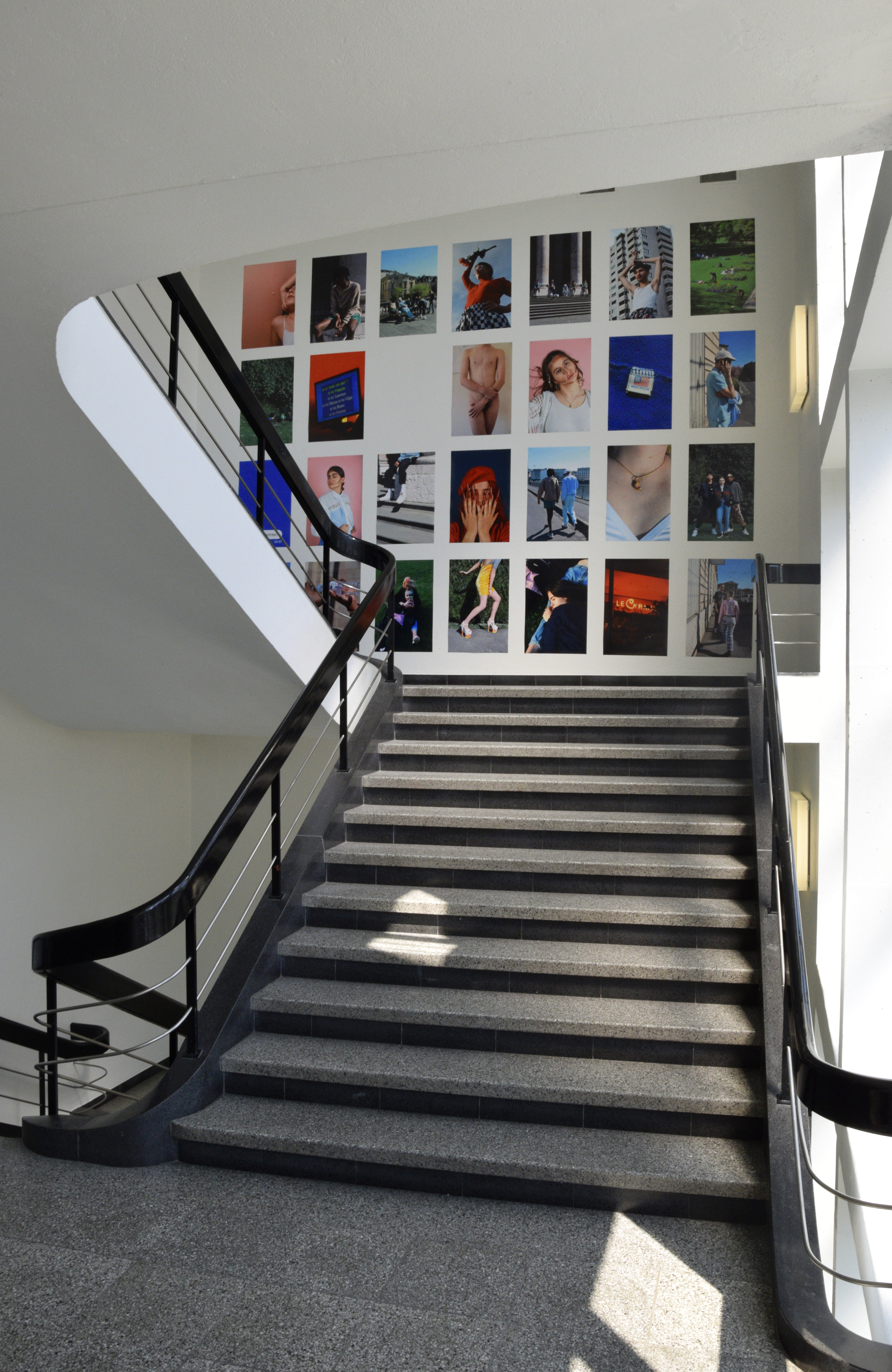
Escaliers Eracom.

## Machines

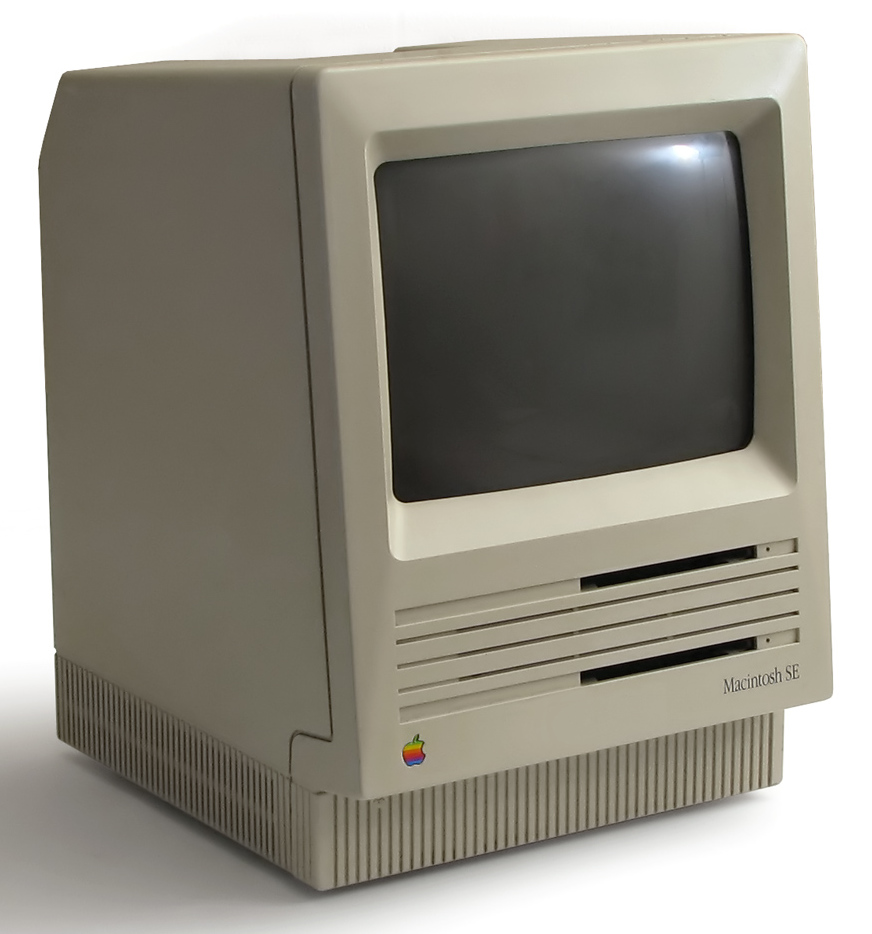
Le Macintosh SE commercialisé le 2 mars 1987.

### Les premiers Macs
En 1987 l’ERAG prend l'initiative d'acquérir des ordinateurs personnels Macintosh SE. Michel Stauffer, directeur de l’époque, les introduit par le biais du designer yverdonnois Luc Mottaz. Dans un premier temps, les ordinateurs ne convainquent pas les typographes car ils ne sont pas assez performants pour le traitement de texte. Luc Mottaz organise alors une séance de démonstration des Macs pour les graphistes proches de l’ERAG. La machine, avec des fonctions comme le WYSIWYG ou le copier-coller, plaît et sera acquise par l'école. L'ERAG sera l'une des premières écoles en Suisse à instaurer des cours de PAO à l'aide des ordinateurs Macintosh.

### Machines et matériel
Le matériel de l'école évolue en fonction des changements technologiques. En 1972, avec l'agrandissement de l'école, 2 millions de francs sont investis dans des achats de matériel. L'ERAG comporte à cette époque de nombreux ateliers de composition et salles de presses, un laboratoire de photocomposition, cinq chambres noires, des ateliers pour les technologies offset, hélio, photogravure.
En 2018, le bâtiment dispose de différents ateliers : réalisation publicitaire, reprographie, sérigraphie, création de vêtement et impression, qui accueille une presse à épreuves ainsi que des machines offset et numériques. Un atelier de sérigraphie se trouve au deuxième étage, il comprend trois machines de sérigraphie, un développeur et une salle de lavage. L'atelier de reprographie possède une machine d'impression numérique et du petit matériel de reliure. Les locaux dévolus à la réalisation publicitaire sont équipés de plotters de découpe ainsi que d'une table de montage. La création de vêtements, quant à elle, dispose de tout le matériel nécessaire exigé par la profession.

Imprimerie
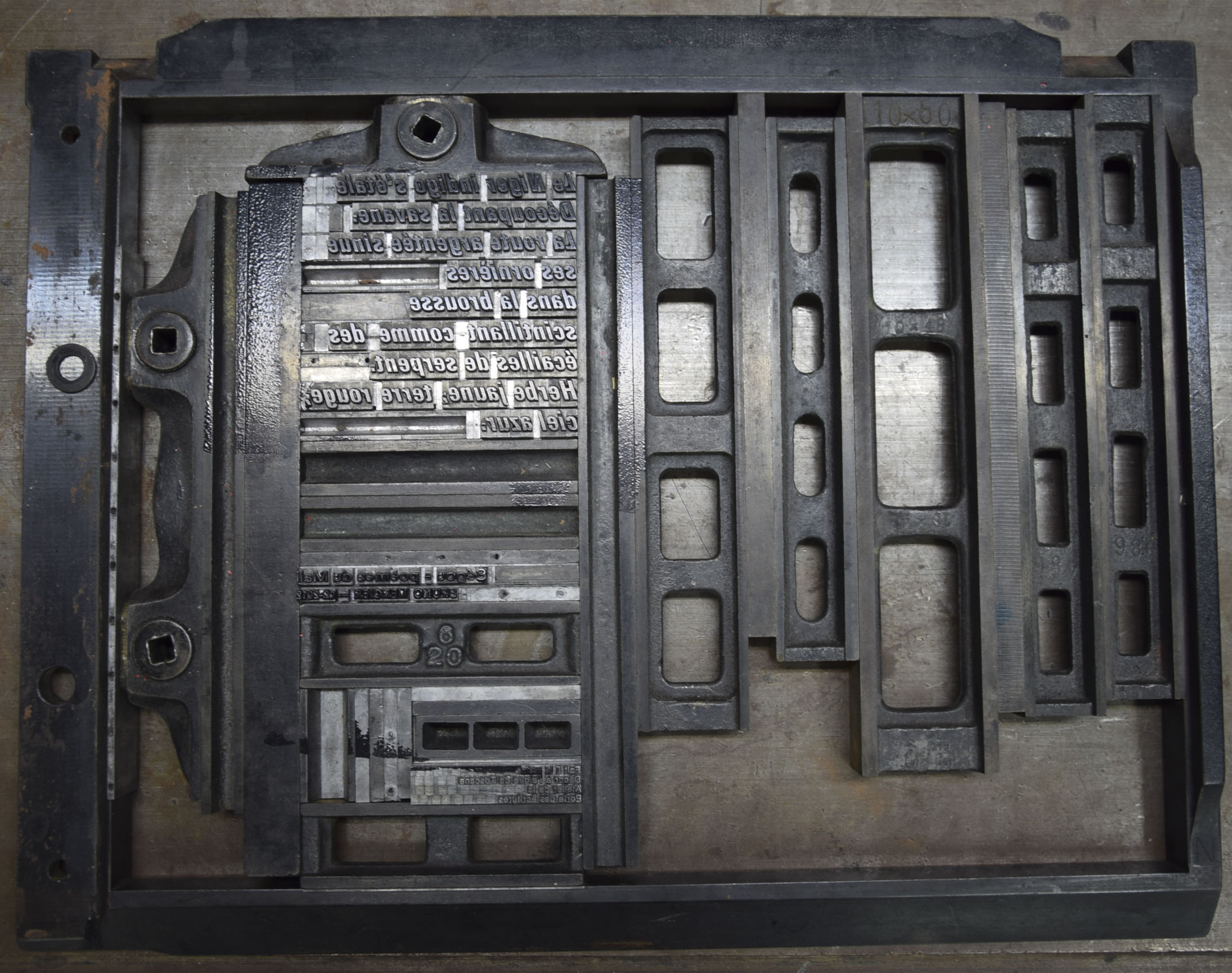
Composition typographique en plomb.
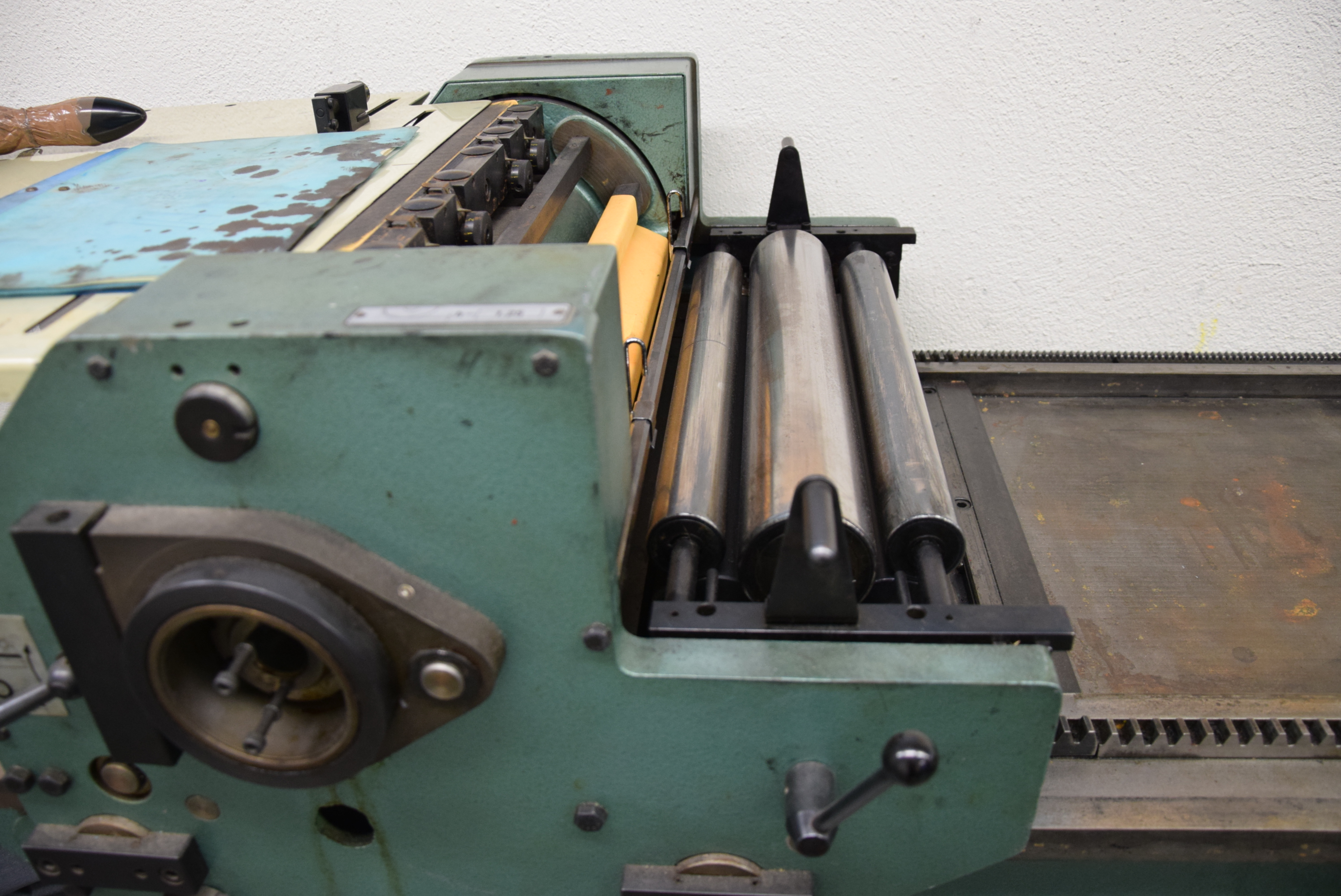
Presse à épreuve.
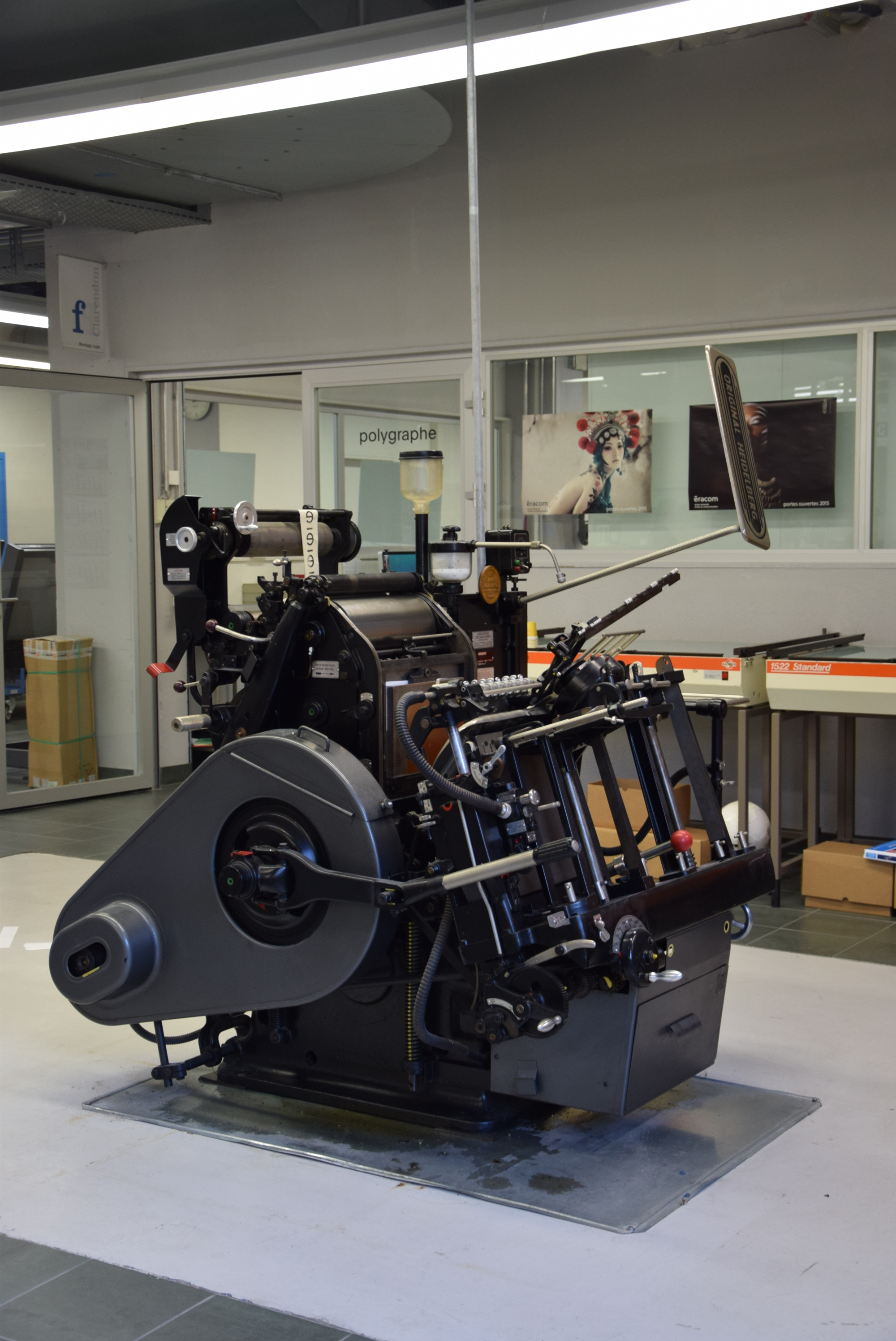
Presse Typographique
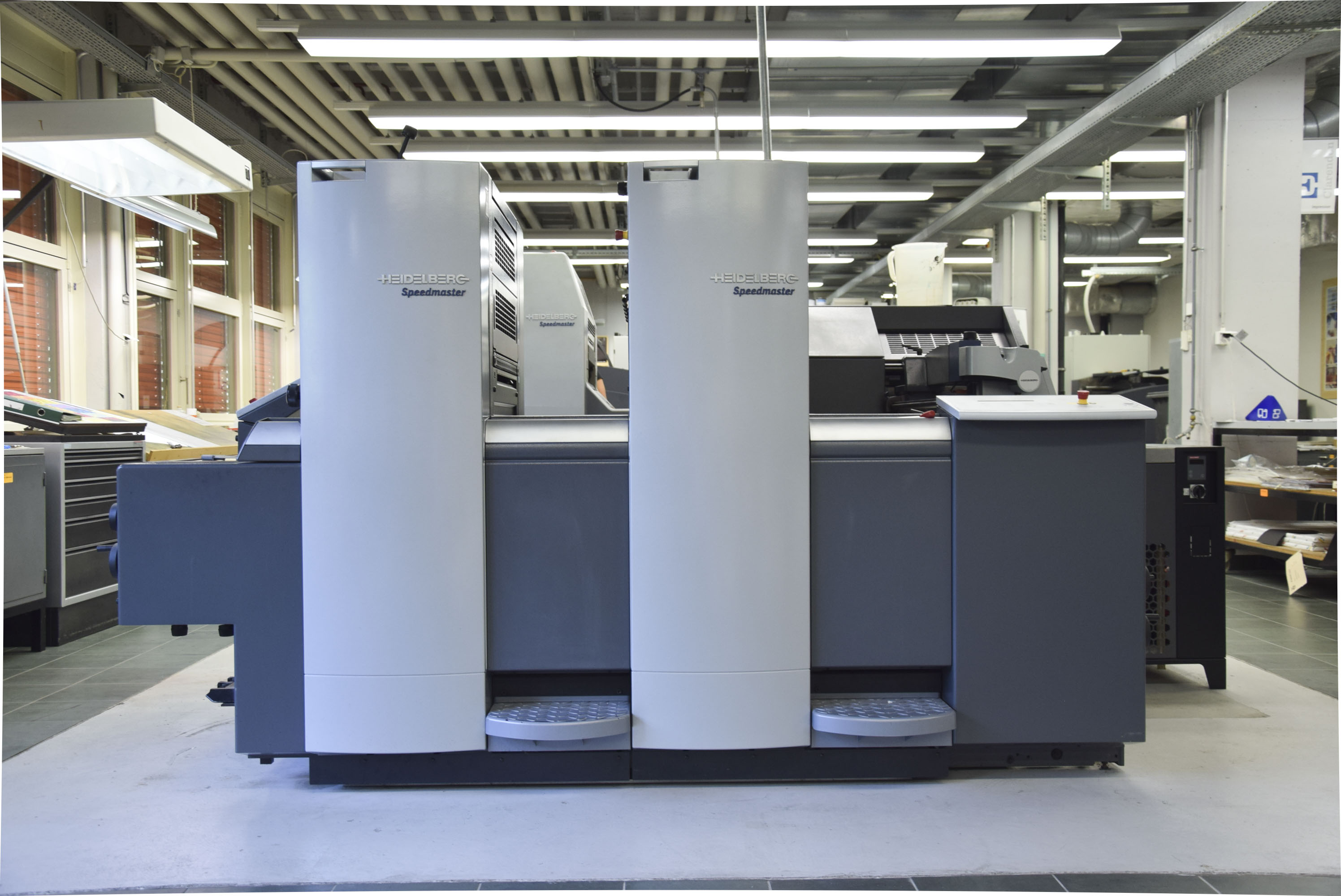
Imprimante Offset 2 couleurs.
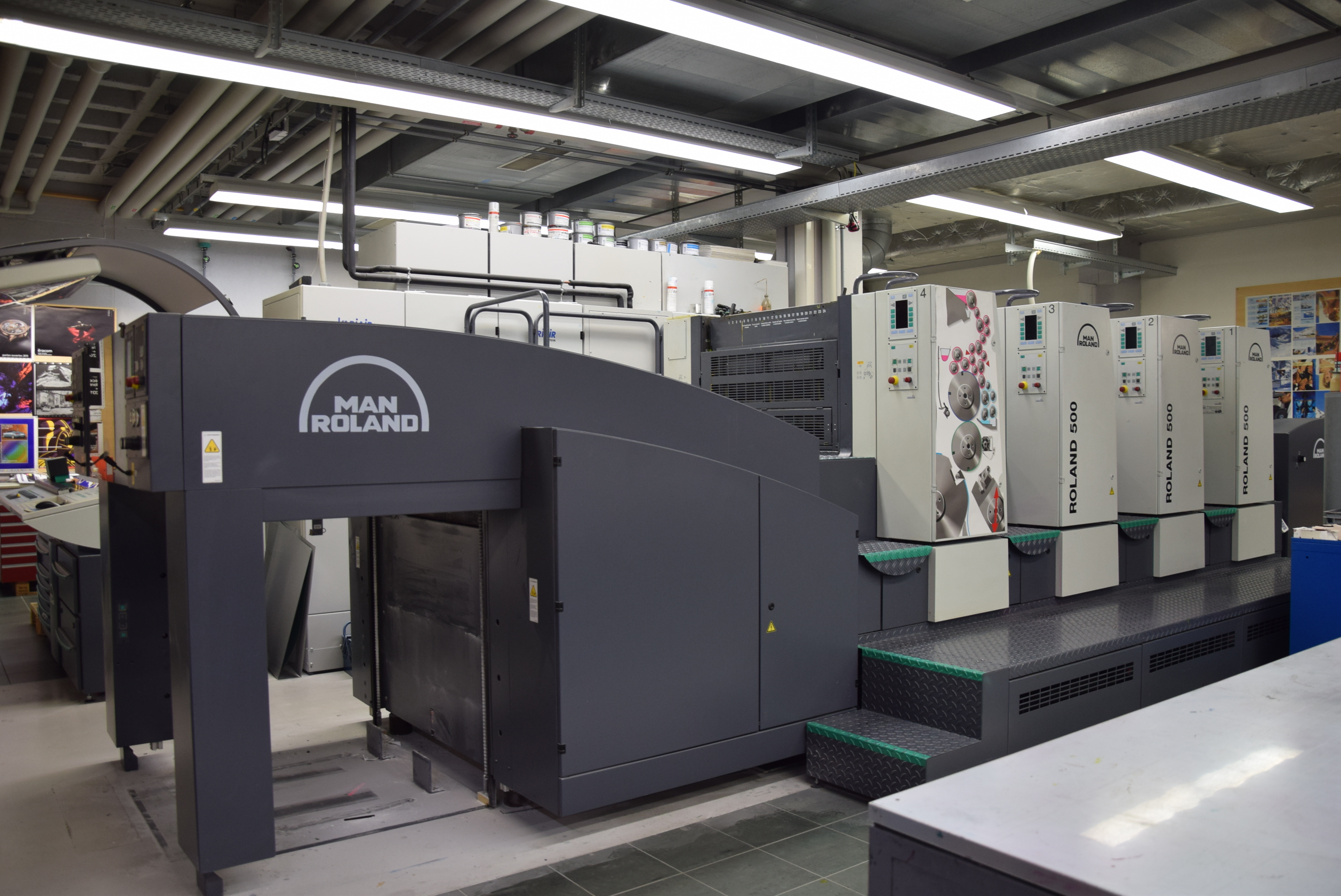
Imprimante Offset 4 couleurs.
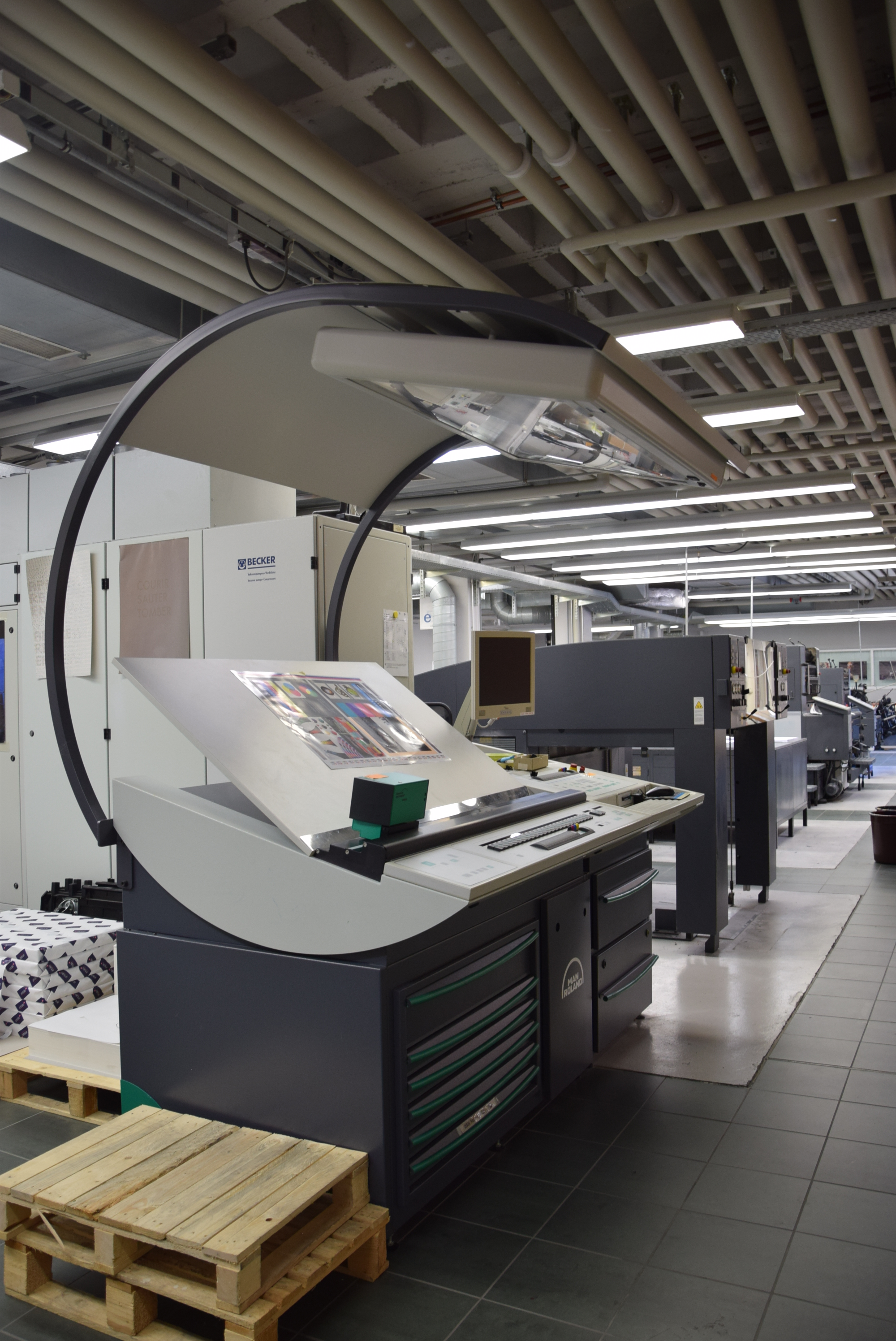
Station de contrôle pour imprimante Offset.
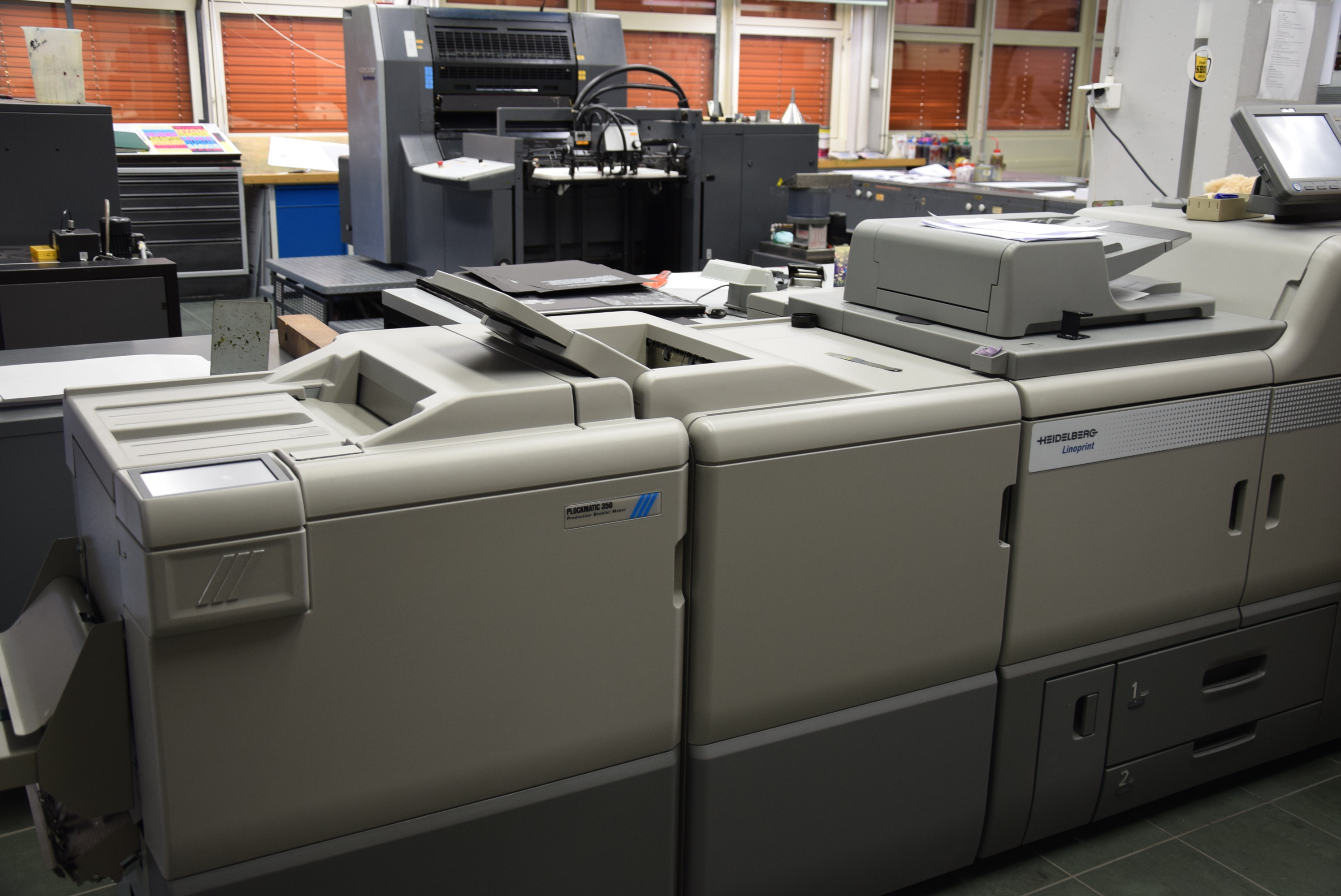
Imprimante numérique.

Sérigraphie
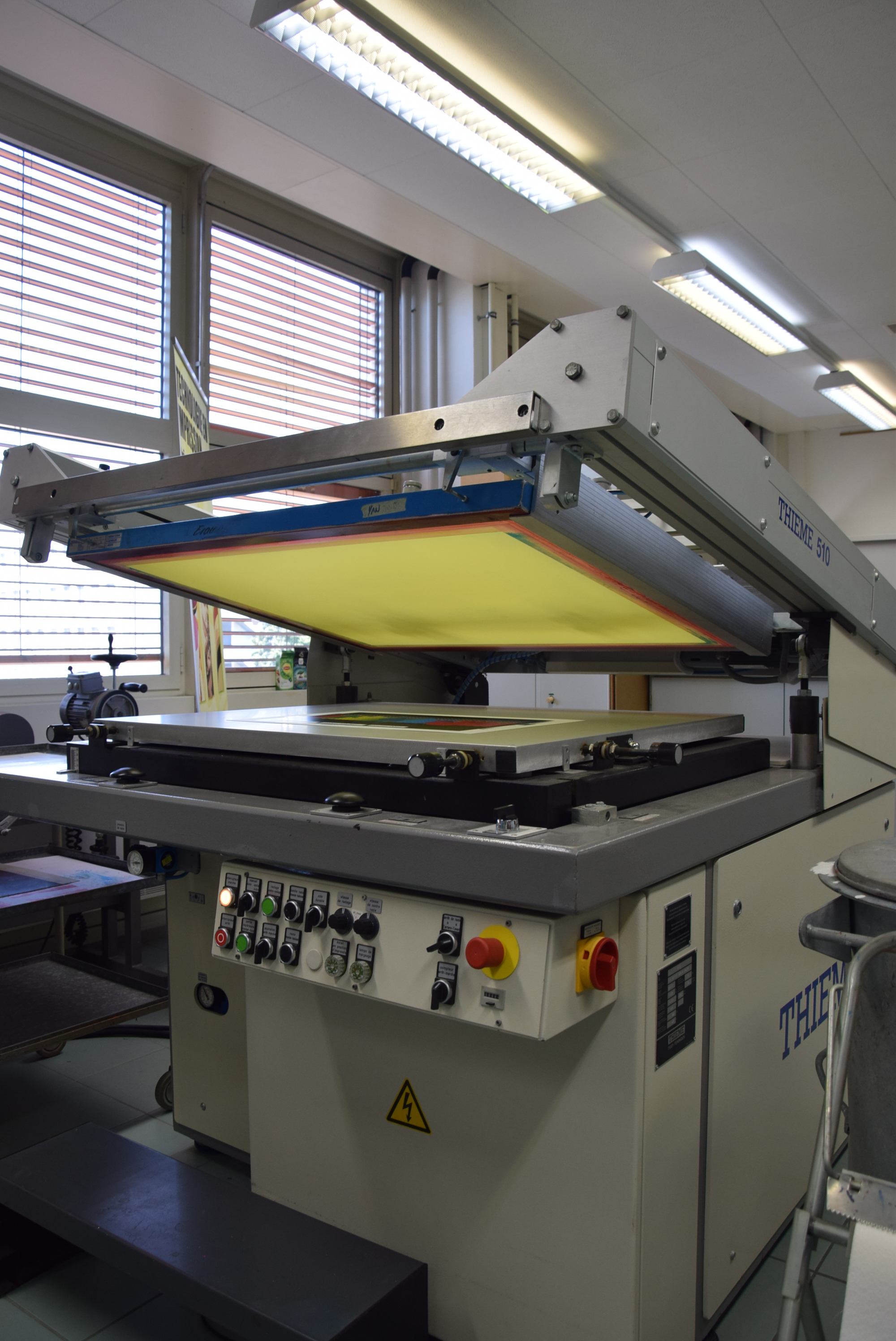
Machine de Sérigraphie manuelle.
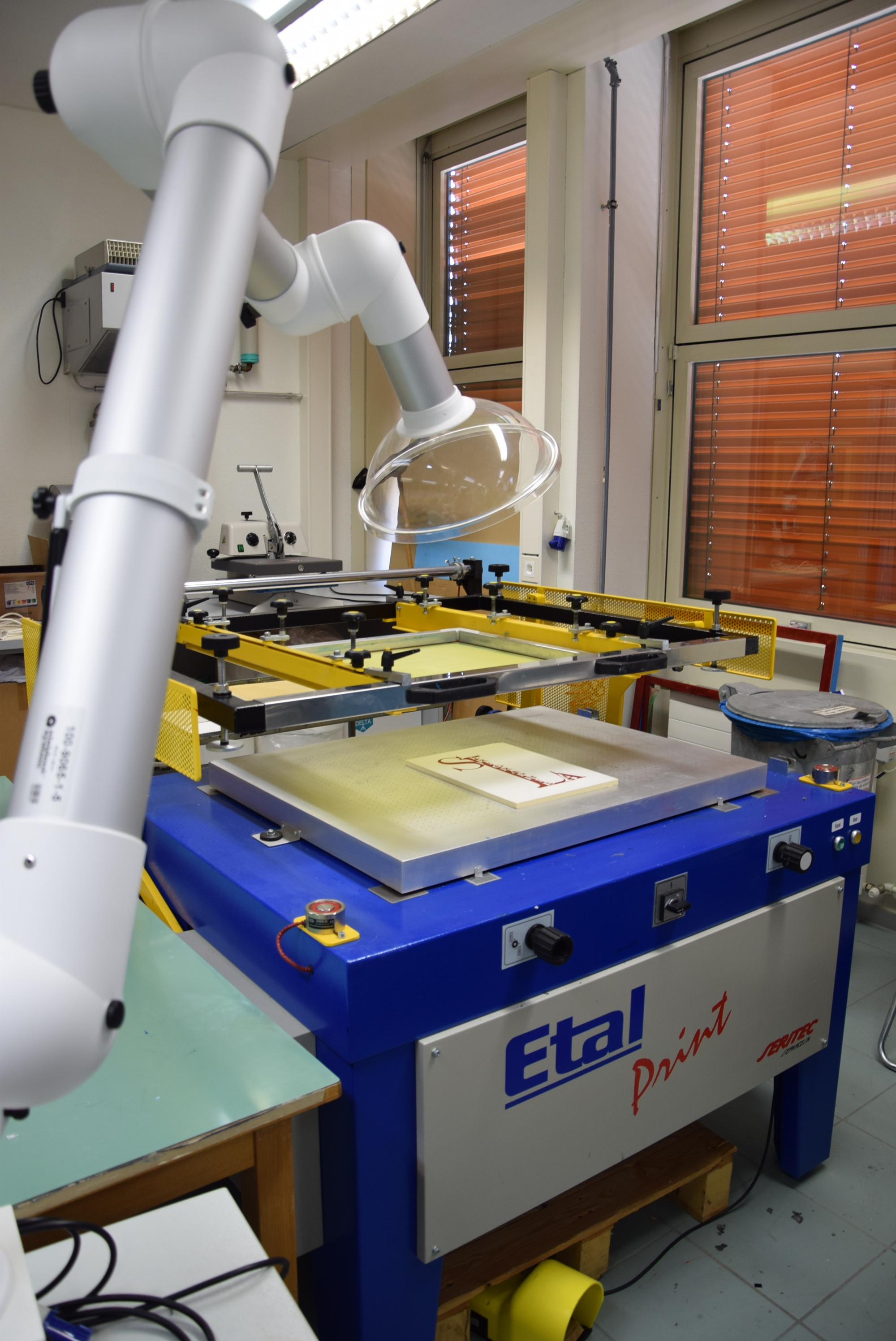
Machine de Sérigraphie avec ventilation.
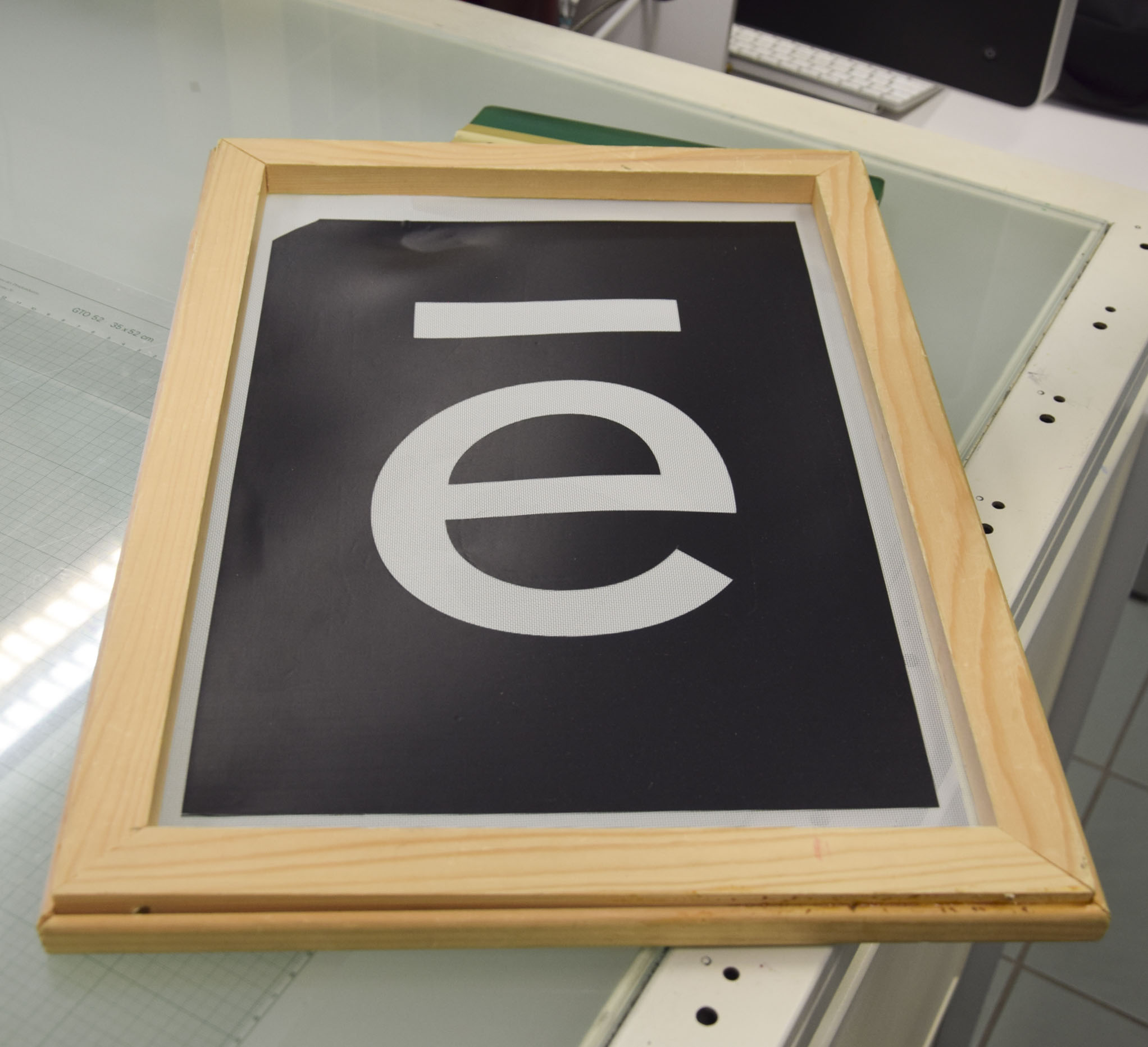
Cadre de Sérigraphie.
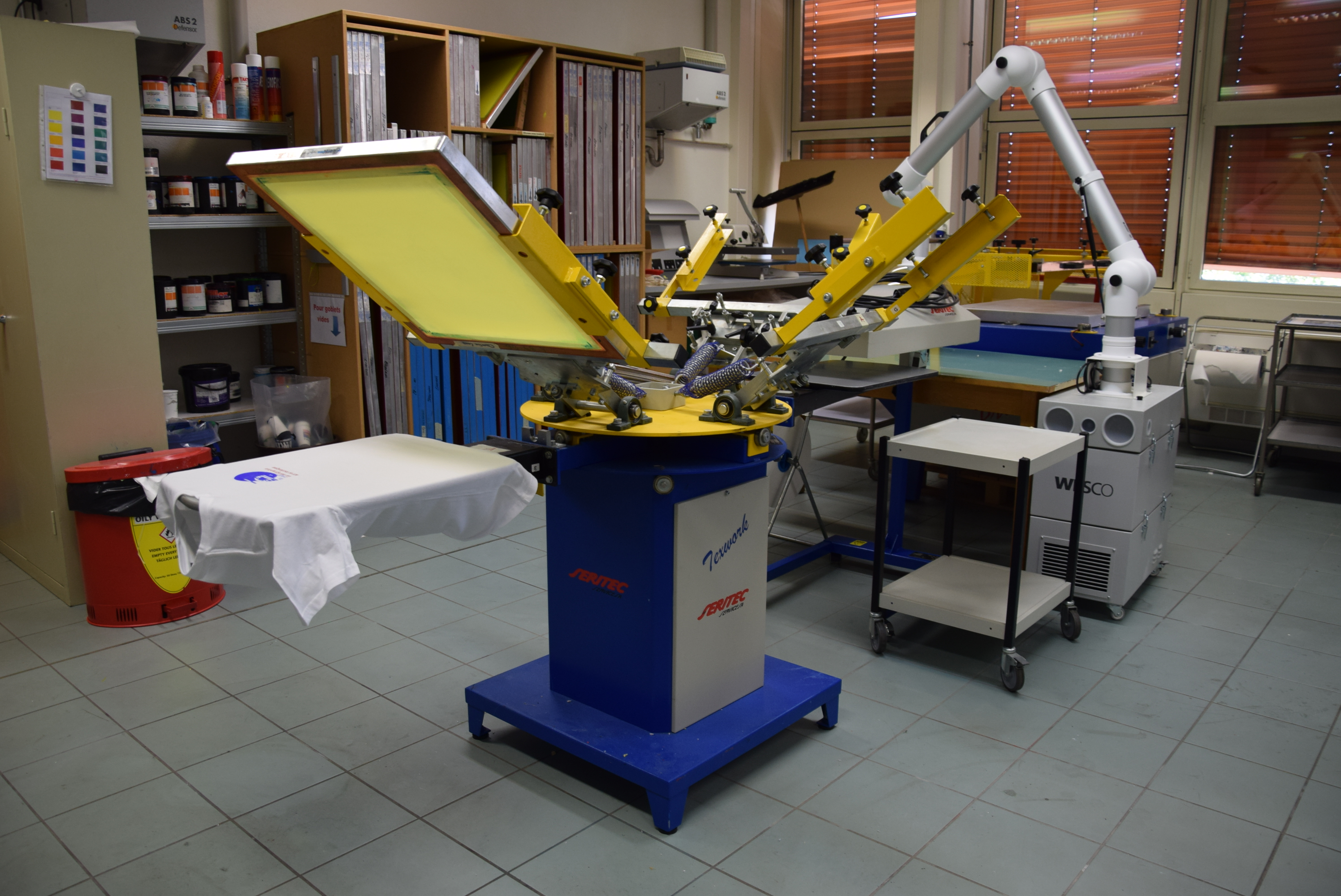
Machine de Sérigraphie manuelle.
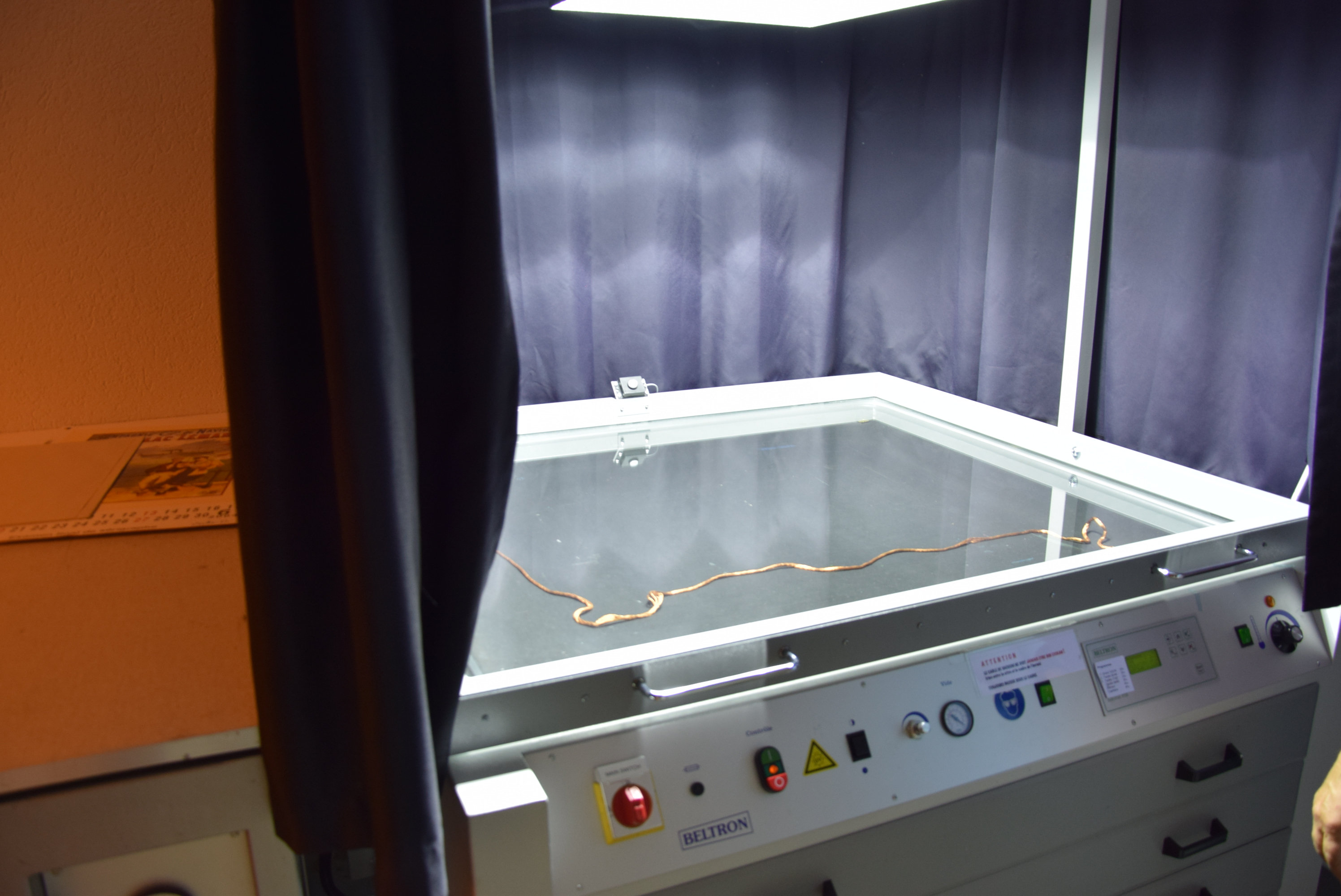
Développeur de Sérigraphie.
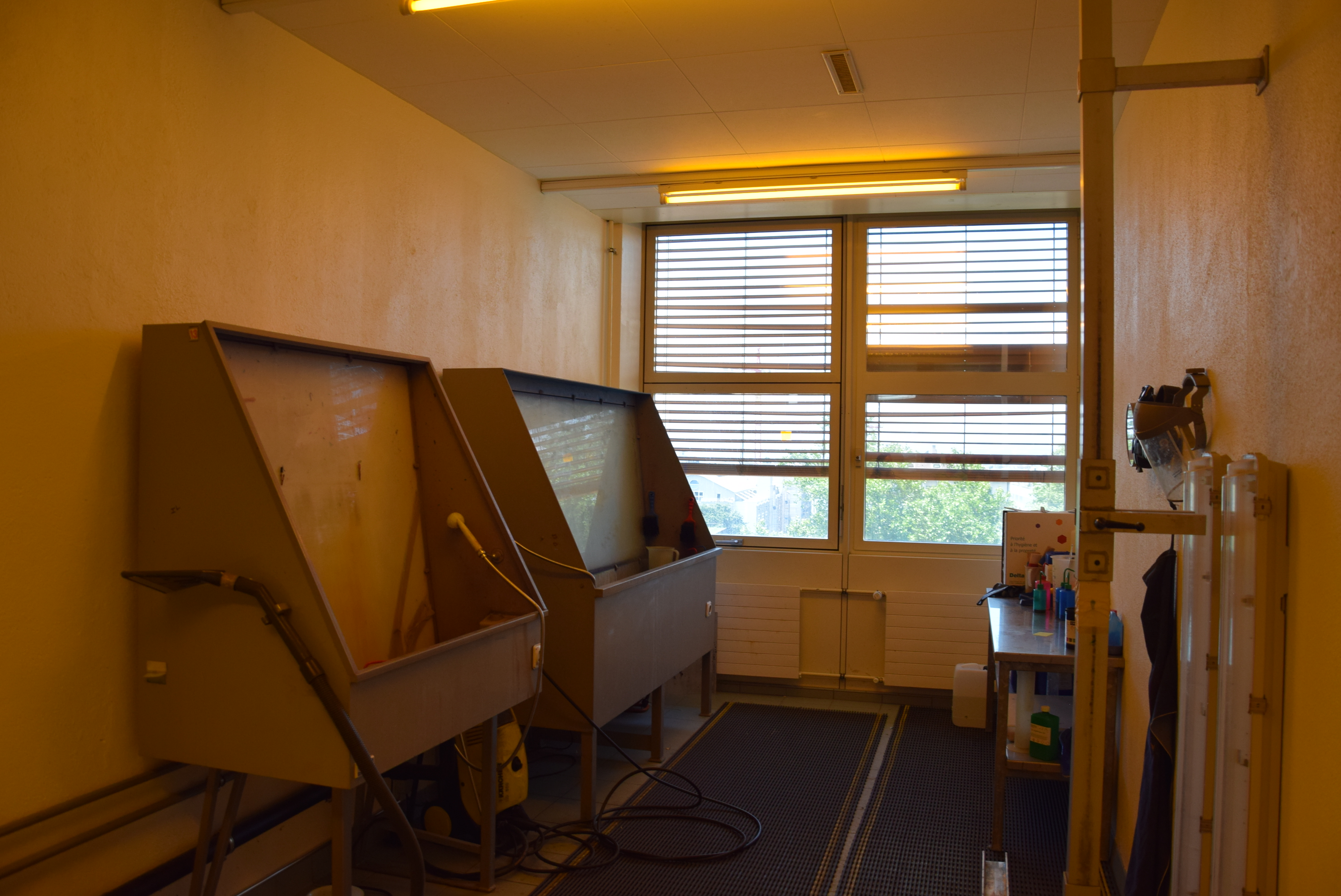
Bacs de rinçage de Sérigraphie.

## Directeurs
- jusqu'en 1967 : Maurice Hermanuz[6]
- 1967-1982 : Bernard Sauser[6]
- 1982-2012 : Michel Stauffer[13]
- 2012-2015 : Pierre Fantys[28]
- 2015-2016 : Serge Overney et Antoine Oberholzer, direction ad interim[29]
- 2016-2021 : Adrien Jenni[30],[31]
- 2021-2024 : Serge Overney[32]
- depuis août 2024 : Antoine Oberholzer[33]

## Publications de l'école
Ayant à disposition une imprimerie, les enseignants et étudiants de l'Eracom créent depuis plusieurs années des éditions représentant soit l'histoire de l'école, ou les œuvres réalisées par les élèves.
- 1972-1982, 10 ans ERAG, édition de 1972, Livre conçu et réalisé par les élèves et les maîtres de l’école pour fêter les 10 ans de l'école[7].
- Empreintes, édition de 1997, ouvrage pour fêter le 25e anniversaire de l’ERAG. Ce livre retrace l’histoire de l’école. Édition par Roger Chatelain. Conception typographique et mise-en-page par Pierre-André Dessarzin et Jean-Claude Siegrist.
- Rencontres typographiques, édition de 2003, livre réalisé par les enseignants Fairouz Joudié et Roger Chatelain
- Transverse, revue créée par des étudiants de l'école. Publications en 2015 et 2016.

## Identité visuelle

### ERAG
Le logotype de l’École romande des art graphiques a été conçu en 1972 par le graphiste lausannois Roger-Virgile Geiser. 
Ce dernier «avait été façonné dans l’esprit constructiviste et géométrique hérité de la nouvelles typographie des années trente et de la « typographie suisse qui en a été le prolongement. »
À l’occasion des 25 ans de l’École Romande des art graphiques, ERAG, un symbole éphémère a vu le jour en 1997. Dans le cadre d’un concours organisé par l’ERAG elle-même, ce sont les élèves graphistes de première, deuxième et troisième année d’apprentissage qui ont été amenés à concourir. Le projet gagnant fut réalisé par Pavlos Constantinou. Son logo « symbolise des métiers en mutation, dans une industrie en évolution permanente ».

Logo ERAG 1972 à 2000.
Logo spécial anniversaire pour les 25 ans de l'ERAG.

### Eracom
En 2000, l'école change de nom et devient l'École romande d'arts et communication. Un concours en interne est ouvert, le projet retenu est celui de Marie-Christine Ecklin, enseignante en graphisme. Ce logo restera en place jusqu'au départ du directeur Michel Stauffer en 2012. La signalétique sera elle aussi réalisée par M.-C. Ecklin par la suite. La police de caractères utilisée est la Meta.

En 2012, à la suite du changement de direction, Marie-Christine Ecklin élabore la nouvelle identité visuelle, accompagnée d'élèves de dernière année. Le logo actuel voit le jour. La police utilisée dans le logo est l'Avenir, dessinée par Adrian Frutiger. Une police d'écriture suisse pour la papeterie est demandée. Le typographe lausannois François Rappo venant de dessiner la Plain, celle-ci sera retenue pour accompagner le logo. 
À la suite de cela, l'école mandate Ludovic Balland afin de réaliser la communication de l'école dans le cadre d'un workshop.